# Липовка (Тамалинский район)
Ли́повка — село Ульяновского сельсовета Тамалинского района Пензенской области.

## География
Село расположено на северо-западе Тамалинского района, на правом берегу реки Сюверни, расстояние до центра сельсовета села Ульяновка — 5 км, расстояние до районного центра пгт Тамала — 20 км.

## История
По исследованиям историка — краеведа Полубоярова М. С., село основано между 1747 и 1762 годами мордвой у реки Сюверня и оврага Липового. В 1780 году — в составе Чембарского уезда, в 1912 году входила в Волчевражскую волость Чембарского уезда. В 1902 году построен Михайло-Архангельский храм. В 1950-х годах в селе располагалась центральная усадьба колхоза «Путь Ленина»
В 1955 году — в Белинском районе, в 1966 году передано в Тамалинский район. До 2010 года — входило в Каменский сельсовет. Согласно Закону Пензенской области № 1992-ЗПО от 22 декабря 2010 года Каменский сельсовет упразднён, село передано в Ульяновский сельский совет.

## Численность населения
| 1762 | 1782 | 1864 | 1897 | 1911 | 1939 | 1951 |
| ---- | ---- | ---- | ---- | ---- | ---- | ---- |
| 60   | ↗185 | ↗370 | ↗596 | ↗777 | ↘300 | ↗362 |
| 1959 | 1979 | 1989 | 1996 | 2002 | 2010 |      |
| ↘231 | ↘130 | ↘60  | ↘49  | ↘35  | ↘22  |      |